# NGC 2757
NGC 2757 (другое обозначение — ESO 564-**18) — тройная звезда в созвездии Гидры. Открыта Франком Муллером в 1886 году. По данным первооткрывателя, объект находится в области неба между NGC 2754 и NGC 2758. Первоначально считалось, что Муллер наблюдал довольно яркую и достаточно разделённую двойную звезду, но поскольку такой объект было трудно принять за туманность, то гораздо более вероятно, что NGC 2757 — близлежащая тройная звезда с меньшим расстоянием между компонентами.
Этот объект входит в число перечисленных в оригинальной редакции «Нового общего каталога».